# Helix híd
A Helix híd (angol nevének jelentése: csavarvonal, kínaiul: 螺旋桥 (Lohszüan csiao)) egy különleges formatervezésű gyalogoshíd Szingapúrban. Alakját a DNS kettős spirálja ihlette.

## Története
A híd építésének tervét 2006 márciusában jelentették be: úgy tervezték, hogy összekapcsolja a térség látnivalóinak láncolatát, köztük az ugyanekkor megépítendő ifjúsági művészeti parkot (a későbbi ifjúsági olimpiai parkot) is, egyben pedig maga is egy új látnivaló legyen. A tervezésre pályázatot írtak ki, amire 36 cég adott be ajánlatot, ezek közül egy három cégből álló csoportot választottak ki, hogy végrehajtsa és felügyelje a projektet: a csoportot az ausztrál Cox Group, a szintén ausztrál Arup Pte Ltd. és a szingapúri Architects61 alkotta. A tervezők eredetileg egy halászhálóhoz hasonló mintázatú hidat képzeltek el, amely Szingapúr halászfalu múltjára utalt volna, végül a háló helyett egy kettős hélix mellett döntöttek, amely a DNS alakját szimbolizálja, ezen keresztül pedig, ahogy mondták, „az életre és a folytonosságra, a megújulásra és a növekedésre” utal. A világon ez az első híd, ami ilyen kettős spirált formáz, de nem csak emiatt volt fontos ez az alak, hanem azért is, mert így egy hagyományos hídénál kevesebb anyag felhasználásával is elkészíthető volt, így jóval olcsóbb volt a kivitelezés: mindössze 68 millió szingapúri dollárba került.
Az építkezés 2007-ben kezdődött, de hogy mi legyen a híd neve, arról csak 2008 novemberében és decemberében tartottak konzultációt. Az elkészült építményt 2010. április 24-én adták át, de teljesen csak júliusban helyezték üzembe.

## Leírás
A 280 méter hosszú Helix híd Szingapúr leghosszabb gyalogos hídja. A városállam déli részén található, a Marina-öböl nyugati ága fölött. Észak–déli irányban húzódik, azonban nyomvonala nem egyenes, hanem íves: közepe keletebbre található, mint a két végpontját összekötő szakasz közepe. Közvetlenül mellette, tőle keletre egy széles, járművekkel járható híd is húzódik, ennek gyalogosjárdájával a Helix híd is összeköttetésben áll egy ponton. Déli végénél egy tudományos–művészeti múzeum található, északi végénél a Marina Bay Sands nevű épület.
Speciális rozsdamentes acélból készült, amely amellett, hogy karbantartási költsége alacsonyan tartható, erős szerkezetet is biztosít: egyszerre mintegy 16 000 embert is elbír. A hidat két összefonódott hélix (egy nagyobb és egy kisebb) formálja, amelyekhez összesen mintegy 2250 méter acélcsövet használtak fel. A híd a vízszint fölött 8,8 méterrel húzódik, így csónakok és egyéb kisebb vízi járművek átférnek alatta.
Bár alakját a DNS kettős spirálja ihlette, sőt, világító betűkkel a híd mentén rengeteg bázispár (adenin–timin és guanin–citozin) betűjelét (a–t és g–c) is ábrázolták rajta, annyiban mégis különbözik a valódi DNS-től, hogy azzal ellentétes irányba csavarodik, úgy, mintha egy valódi DNS tükörképe lenne.
A híd nem csak önmagában látványos, hanem rajta végigsétálva maga az innen látható városkép is az. Emiatt öt kilátóteraszt is hozzáépítettek a hídhoz. Ezekről kiválóan megtekinthető a nemzeti ünnepek idején rendezett tűzijáték is. Az építmény emellett egyfajta szabadtéri galéria is, ahol helyi fiatalok alkotásai tekinthetők meg.

## Képek

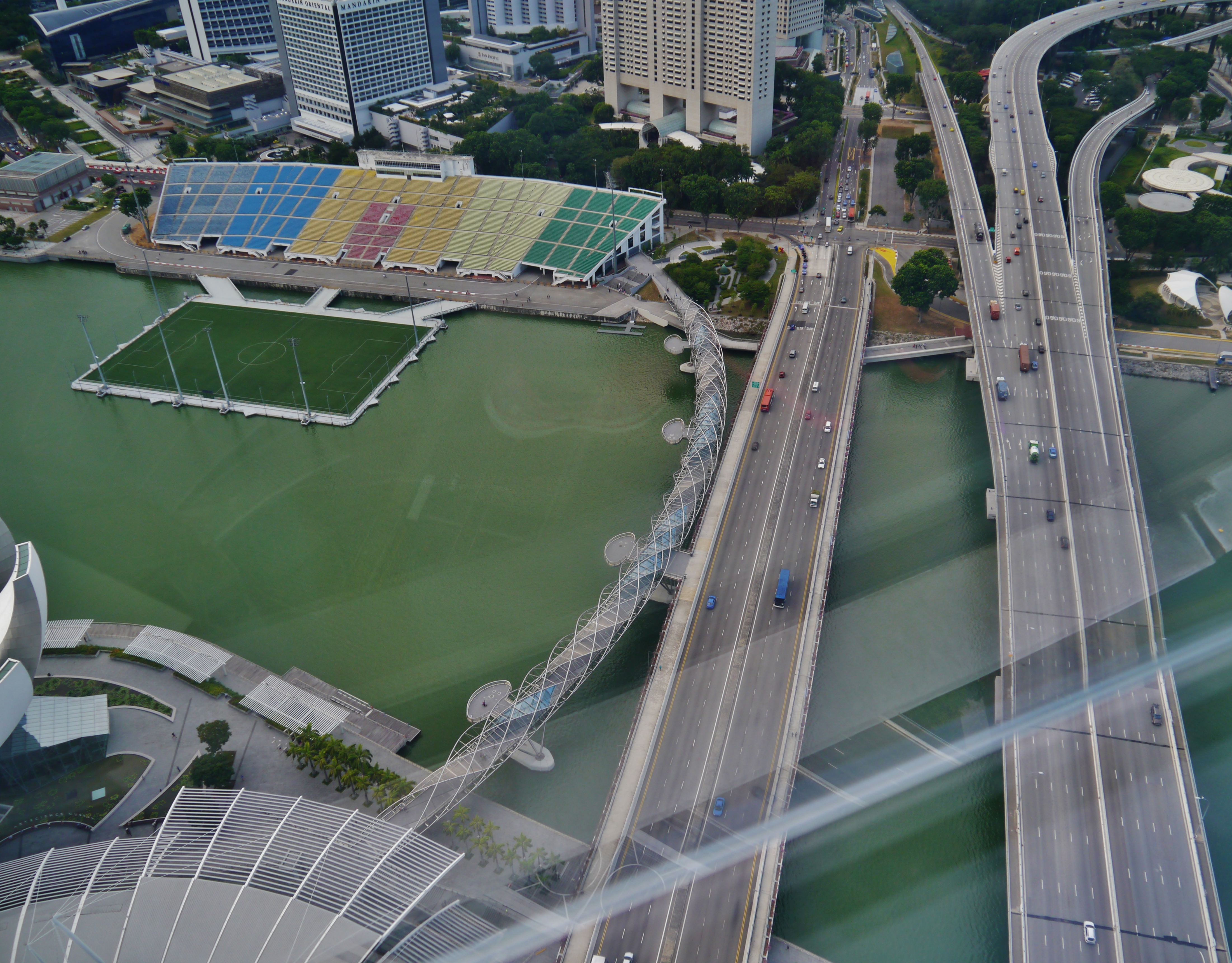
A Helix híd és a mellette húzódó hidak felülről
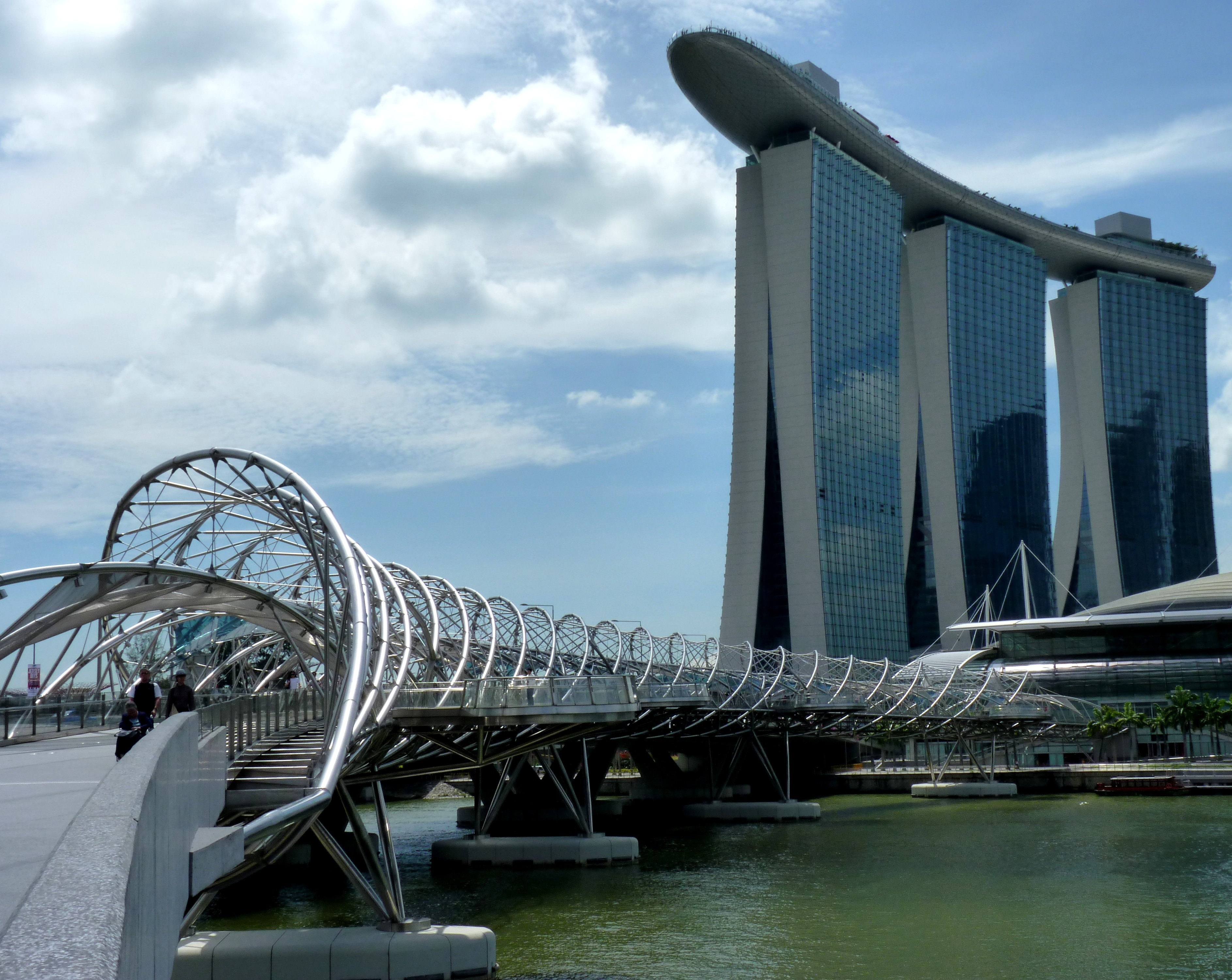
A híd és a Marina Bay Sands épület
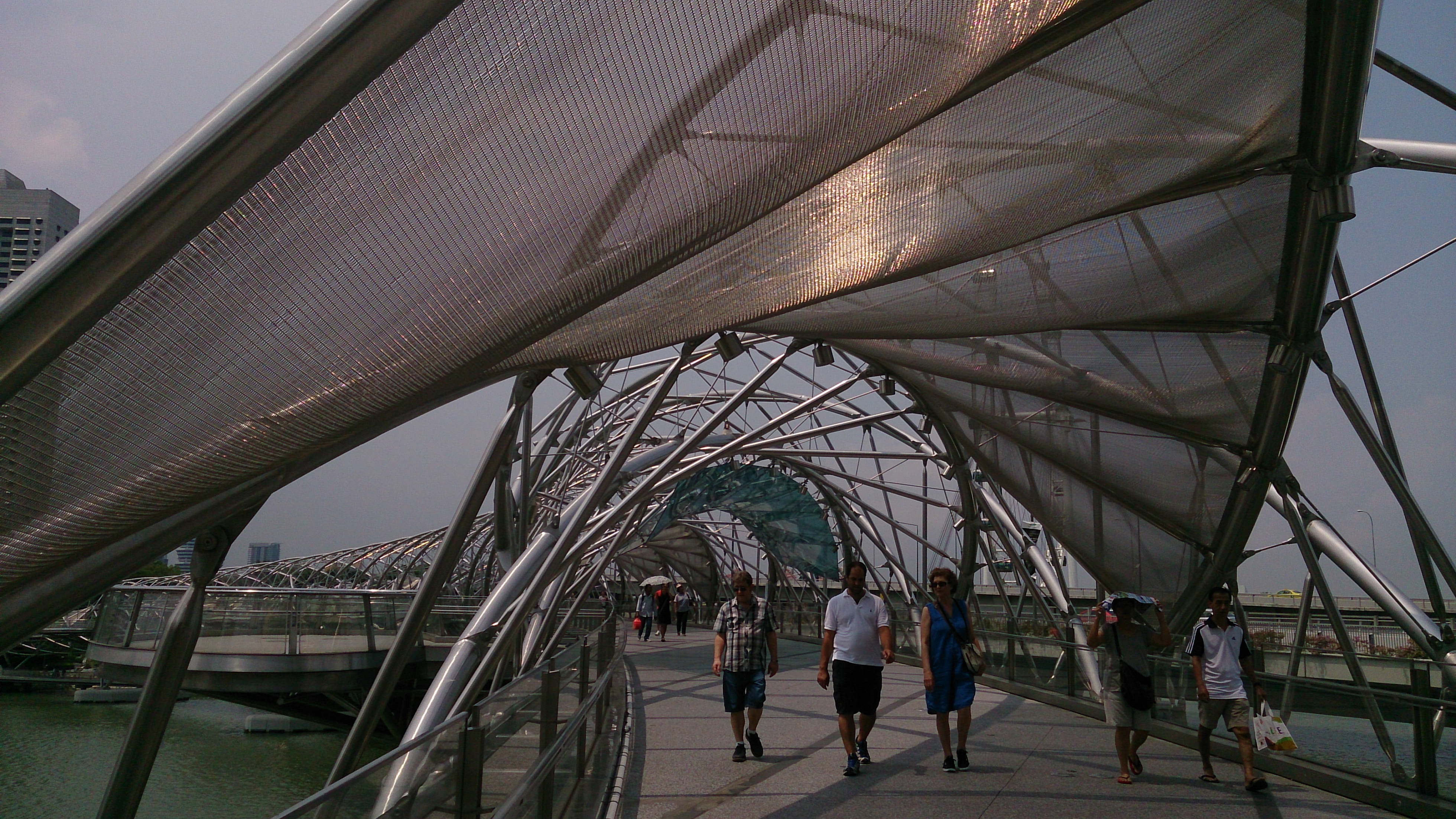
Belülről nézve
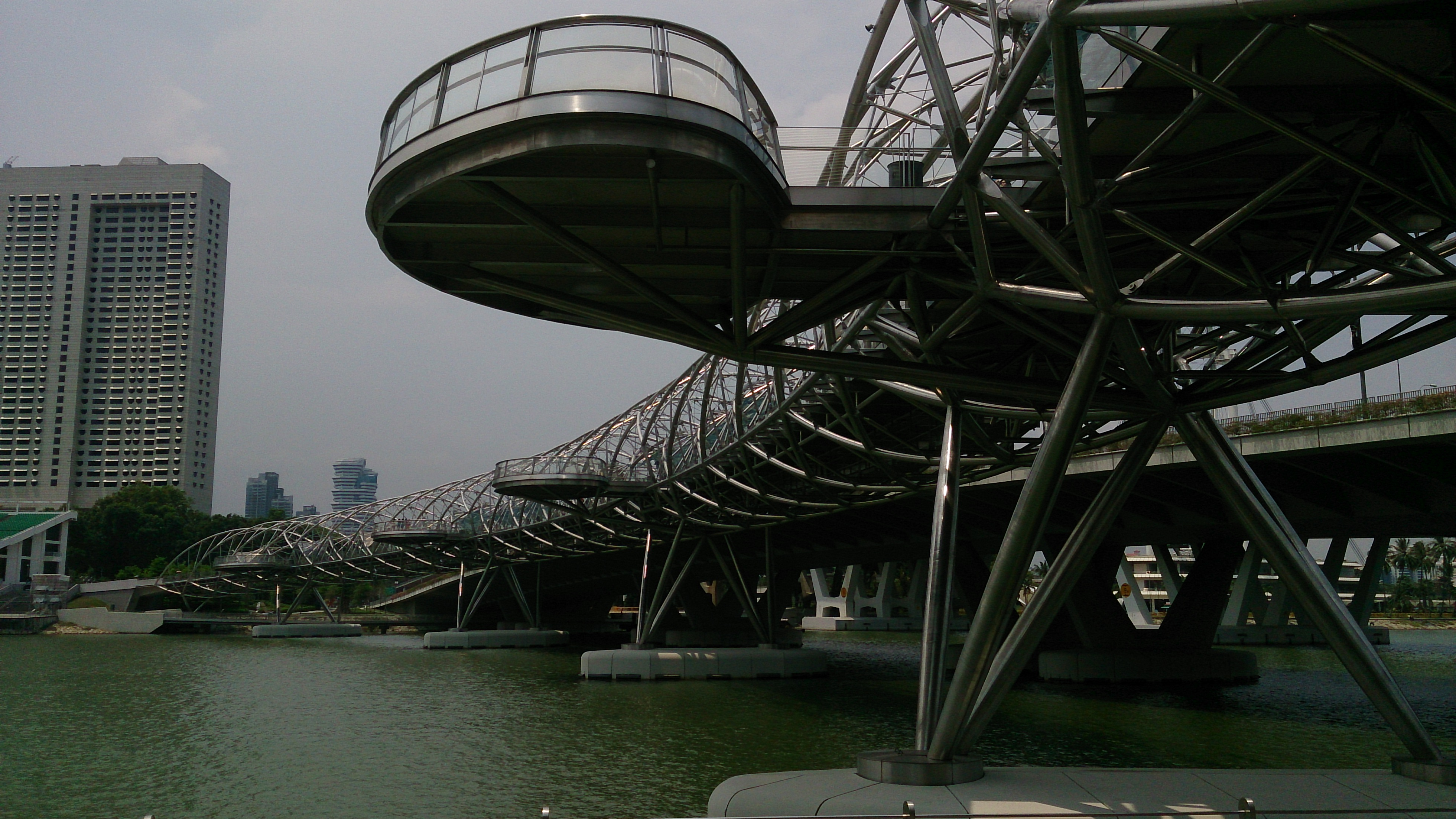
Lentről nézve
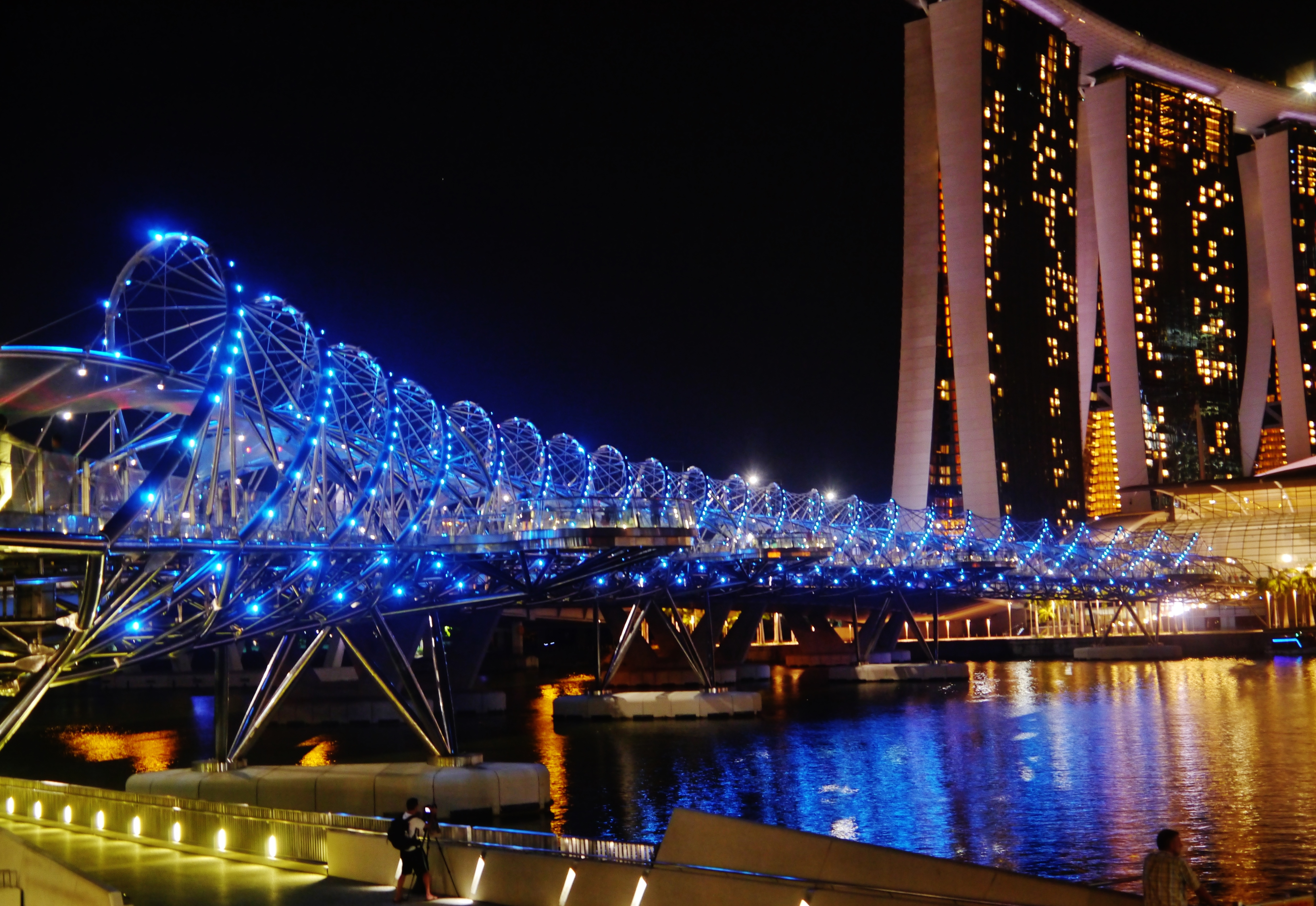
Éjjel, kivilágítva